# Elvira Ríos
María Elvira Gallegos Ríos (México, D.F., 16 de noviembre de 1913-13 de enero de 1987), conocida artísticamente como Elvira Ríos, fue una cantante y actriz mexicana.
Una de las intérpretes más notables de Agustín Lara, Elvira Ríos fue la primera cantante mexicana que tuvo éxito internacional en radio, discos, centros nocturnos, giras y películas. Su fama se extendió por México, Estados Unidos, Brasil, Argentina y Francia, entre otros países. Algunos de sus grandes éxitos discográficos son «Noche de ronda», «Janitzio», «Flores negras», «Perfidia», «Desesperadamente» y «Ausencia».

## Biografía

### Nacimiento y familia
Nació en la Ciudad de México, en el barrio de La Lagunilla, el 16 de noviembre de 1913. Fue la primogénita de don José María Gallegos Villalobos y de doña María Guadalupe Ríos Rodríguez. Tenía un hermano menor, José Gallegos Ríos (fallecido en 1993), y una hermana menor, Soledad Gallegos Ríos (fallecida en 1981).

### Carrera
Existe una anécdota sobre cómo Ríos llegó a cantar la mayoría de los temas de Agustín Lara: el músico fue llevado por unos amigos a escucharla cuando ella era una desconocida que trabajaba en un café nocturno de la Ciudad de México, y al oír la gran imitación que ella era capaz de hacer de él (con su profunda voz de contralto), la invitó para el día siguiente a su casa bajo la promesa de que su suerte cambiaría para siempre y de que se convertiría en una estrella del espectáculo. Sin embargo, otra versión dice que llegó a ser una de las principales artistas de la XEW después de una audición ante Emilio Azcárraga Vidaurreta, quien enseguida la contrató para tres programas diarios de quince minutos; esto ocurrió en 1936. Hizo su debut discográfico cantando «Pensaba que tu amor» y «Cachito de sol» a dueto con Lara.

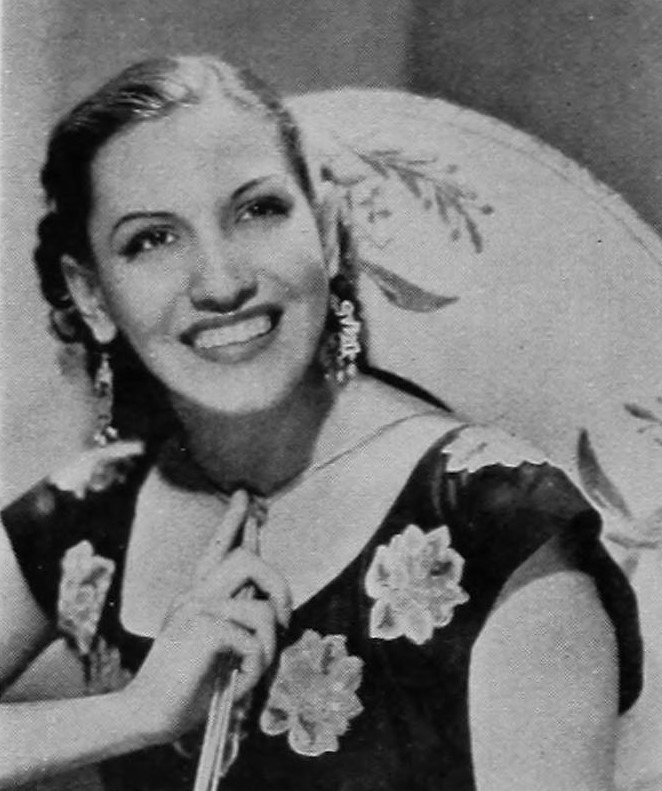
Elvira Ríos en 1938, cuando era artista exclusiva de la NBC.

Debutó en el cine mexicano con una intervención musical en la película ¡Esos hombres! (estrenada en 1937). Manuel Riachi, asistente de Arthur Hornblow Jr., productor de Paramount Pictures, la descubrió cantando en la XEW y la llevó a Hollywood para participar en la película Tropic Holiday, donde cantó canciones de Lara e interpretó a la hermana de Tito Guízar. Luego fue elegida para dar vida a una indígena apache llamada Yakima en la reconocida película Stagecoach, de John Ford. En marzo de 1938, fue contratada por la estación de radio estadounidense NBC, que le dio su propio programa de quince minutos cada jueves acompañada de la orquesta de Frank Hodek. Su éxito en la costa oeste le abrió las puertas en Nueva York, donde cantó en el popular centro nocturno La Martinique e inició una serie de grabaciones para el sello estadounidense Decca Records. Después de Nueva York, cantó en Miami en el Miami-Biltmore Hotel con la orquesta de Maximillian Bergere.
Sus últimas participaciones en Hollywood fueron como la dama joven del cantante y actor Ray Whitley en el cortometraje Cupid Rides the Range (1939) y como una filipina en The Real Glory (1940).
La primera película que hizo en Argentina fue Ven... mi corazón te llama (1942), donde tuvo el papel de la misteriosa y fascinante bolerista mexicana Sombra Rey.
Hizo su retorno al cine mexicano con un papel estelar en Murallas de pasión (1944), junto a Isabela Corona y Alberto Galán.
Filmó El tango vuelve a París (1948) en Argentina con el cantante de tangos Alberto Castillo y el bandoneonista argentino Aníbal Troilo.
En 1949, viajó a España y se presentó en Madrid en el espectáculo Sueños románticos del centro nocturno Casablanca. El diario ABC escribió: «Deslumbrante presentación de Elvira Ríos, en Sueños románticos. Estreno de clamoroso éxito, presentación de inusitado gusto y magnificiencia». Al año siguiente, grabó varios discos sencillos de 78 revoluciones con la Orquesta Casablanca para la compañía discográfica española Columbia.
A principios de los cincuenta grabó Sensualidad, uno de sus primeros discos de larga duración, para el sello independiente mexicano Discos Musart. Este LP incluye ocho canciones con la orquesta de Don Americo.
En 1957, lanzó a la venta su primer álbum con el sello RCA Víctor, Noche de ronda. Volvió a grabar varios de sus grandes éxitos, como «Noche de ronda», «Janitzio» y «Noche de luna». El álbum también incluye un popurrí de canciones de Guty Cárdenas, «Una mujer» de Paul Misraki, y «Santa» de Agustín Lara, entre otras canciones. Un año después, participó en la película musical Melodías inolvidables (estrenada en 1959) cantando «Noche de ronda»" y «Noche de luna».
En 1960, grabó su segundo álbum con RCA Víctor, Ausencia, con la orquesta de Gonzalo «Chalo» Cervera y Pepe Agüeros al piano. La canción que da el título al disco es una composición de María Grever. El álbum también incluye una nueva grabación de su gran éxito de principios de los cuarenta, «Desesperadamente», así como los clásicos temas de Agustín Lara «Rival» y «Amor de mis amores» y la famosa canción ranchera de José Alfredo Jiménez «Qué bonito amor».
El 18 de noviembre de 1961, se convirtió en la primera artista no estadounidense en actuar en la función de la gala anual para el Presidente de los Estados Unidos organizado por el National Press Club en Washington D. C..
Su tercer álbum con RCA Víctor, La emocional Elvira Ríos, también fue grabado en la década de los sesenta. En este disco destacan una nueva grabación de «Flores negras»; «Azul», de Agustín Lara; «Pensando en ti», de Alfonso Torres; y un popurrí de Alberto Domínguez, «Frenesí-Perfidia», entre otras canciones. Para este álbum, también grabó en inglés dos populares canciones estadounidenses, «All the Things You Are» y «Once in a While».
Permaneció en RCA Victor hasta diciembre de 1973, cuando firmó un contrato de exclusividad con el sello Discos Orfeón. En 1974, grabó su primer álbum para Orfeón, La emocional Elvira Ríos, con la orquesta de Chucho Zarzosa. En 1979, Orfeón lanzó una caja de tres LP que recopila treinta éxitos de Elvira Ríos.

### Muerte
Falleció a causa de insuficiencia renal y cáncer de vejiga en su hogar en Coyoacán el 13 de enero de 1987. Sus restos fueron cremados en el Panteón Civil de Dolores.

## Discografía

### Sencillos
Vocalion
- «Pensaba que tu amor» con Agustín Lara (1936)
- «Cachito de sol» con Agustín Lara (1936)

RCA Victor (México)
- «Janitzio» (1936)
- «Desesperanza» (1936)
- «Por qué no he de quererte» (1936)
- «Muchacha del alma» (1936)
- «No faltaba más» (1936)
- «Quién» (1936)
- «Ya no te quiero» (1936)
- «Noche de ronda» (1936)

Decca (Estados Unidos)
- «Si te vas» (1938)
- «Mía nomás» (1938)
- «Qué te importa» (1938)
- «Anoche» (1938)
- «En silencio» (1939)
- «Volverás» (1939)
- «Caminos de ayer» (1939)
- «Noche de luna» (1939)
- «Incertidumbre» (1940)
- «Lejos de ti» (1940)
- «Vuelve» (1940)
- «Ven acá» (1940)
- «No te importe saber» (1940)
- «Fidelidad» (1940)
- «Vereda tropical» (1940)
- «Perfidia» (1940)
- «Tú no comprendes» (1940)
- «Flores negras» (1940)
- «Te vi pasar» (1940)
- «Noche de ronda» (1940)
- «Murmullo» (1940)
- «Farolito» (1940)
- «Star Dust» (1940)
- «Time on My Hands» (1940)
- «I'll Never Smile Again» (1940)
- «My Melancholy Baby» (1940)
- «Aquella noche» (1940)
- «Desesperadamente» (1940)
- «Triste camino» (1940)
- «El organillero» (1940)
- «Vuelve» (1941)
- «Jamás» (1941)
- «Oración Caribe» (1941)
- «Noche criolla» (1941)
- «Cuatro vidas» (1941)
- «Buenas noches» (1941)
- «Visión tropical» (1941)
- «Sin ti» (1941)

Columbia (España)
- «Frenesí» (1950)
- «Sin motivo» (1950)
- «Triste verdad» (1950)
- «Miedo de ti» (1950)
- «Pensando en ti» (1950)
- «No es un capricho» (1950)

### Álbumes de estudio
| Año  | Título                   | Compañía discográfica | Número de catálogo |
| ---- | ------------------------ | --------------------- | ------------------ |
| 1952 | Sensualidad              | Musart                | M127               |
| 1957 | Noche de ronda           | RCA Víctor            | MKL-1074           |
| 1960 | Ausencia... vol. II      | RCA Víctor            | MKL-1290           |
| 1963 | La emocional... vol. III | RCA Víctor            | MKL-1489           |
| 1974 | La emocional Elvira Ríos | Orfeón                | LP13-2086          |

### Álbumes recopilatorios
| Año  | Título                                                 | Compañía discográfica | Número de catálogo |
| ---- | ------------------------------------------------------ | --------------------- | ------------------ |
| 1953 | Tropic Nights                                          | Decca                 | DL 5238            |
| 1979 | Joyas musicales en 30 éxitos originales de Elvira Ríos | Orfeón                | JM-265             |
| 1975 | Elvira Rios e seus primeiros sucessos                  | MCA (Decca)           | 4-07-404-089       |
| 1986 | Estilos                                                | MCA (Decca)           | 81026              |
| 1995 | Nostalgia                                              | Orfeón                | 25CDN-518          |

## Filmografía
| Año  | Película                   | Personaje      | Notas                                                        |
| ---- | -------------------------- | -------------- | ------------------------------------------------------------ |
| 1937 | ¡Esos hombres!             | Cantante       | Canta: «Noche de ronda».                                     |
| 1938 | Tropic Holiday             | Rosa           |                                                              |
| 1939 | Stagecoach                 | Yakima         |                                                              |
| 1939 | Cupid Rides the Range      | Lolita Morales | Cortometraje de 18 minutos.                                  |
| 1939 | The Real Glory             | Mrs. Yabo      |                                                              |
| 1942 | Ven... mi corazón te llama | Sombra Rey     | Canta: «Acércate más», «Flores negras» y «Desesperadamente». |
| 1944 | Murallas de pasión         | María          |                                                              |
| 1948 | El tango vuelve a París    | Lupe Torres    | Canta: «La barca de oro» y «Perfidia».                       |
| 1959 | Melodías inolvidables      | Cantante       | Canta: «Noche de ronda» y «Noche de luna»                    |